# میامیسبورگ (اوهایو)
میامیسبورگ(به انگلیسی: Miamisburg) شهری در ایالت اوهایو کشور ایالات متحده آمریکا است که جمعیت آن در سرشماری سال ۲۰۱۰ میلادی، ۲۰٬۱۸۱ نفر بوده‌است.